# Viscosia separabilis
Viscosia separabilis är en rundmaskart. Viscosia separabilis ingår i släktet Viscosia, och familjen Oncholaimidae. Arten är reproducerande i Sverige.